# ۷۸۳ (قمری)
۷۸۳ (قمری)، هفتصد و هشتاد و سومین سال در گاهشماری هجری قمری است. اول محرم این سال برابر با پنجم آوریل سال ۱۳۸۱ میلادی است.

## وابسته
- فهرست شاهان ایران
- جلایریان